# Wicres
Wicres (flämisch: Wijker)  ist eine französische Gemeinde mit 562 Einwohnern (Stand: 1. Januar 2022) im Département Nord in der Region Hauts-de-France. Sie gehört zum Arrondissement Lille und zum Kanton Annœullin. Die Einwohner werden Wicrois genannt.

## Geographie
Die Gemeinde Wicres liegt in Französisch-Flandern, etwa auf halbem Weg zwischen den Städten Lille und Béthune. Umgeben wird Wicres von den Nachbargemeinden Herlies im Nordwesten und Norden, Fournes-en-Weppes im Nordosten, Sainghin-en-Weppes im Osten, Marquillies im Süden sowie Illies im Südwesten und Westen. Durch die Gemeinde führt die Route nationale 41.

## Bevölkerungsentwicklung
| Jahr                       | 1962 | 1968 | 1975 | 1982 | 1990 | 1999 | 2006 | 2013 | 2021 |
| -------------------------- | ---- | ---- | ---- | ---- | ---- | ---- | ---- | ---- | ---- |
| Einwohner                  | 325  | 303  | 284  | 296  | 326  | 306  | 312  | 424  | 544  |
| Quellen: Cassini und INSEE |      |      |      |      |      |      |      |      |      |

## Sehenswürdigkeiten
- Kirche Saint-Vaast, ursprünglich aus dem Mittelalter, 1895 neuerbaut, teilweise im Ersten Weltkrieg zerstört
- zwei deutsche Soldatenfriedhöfe

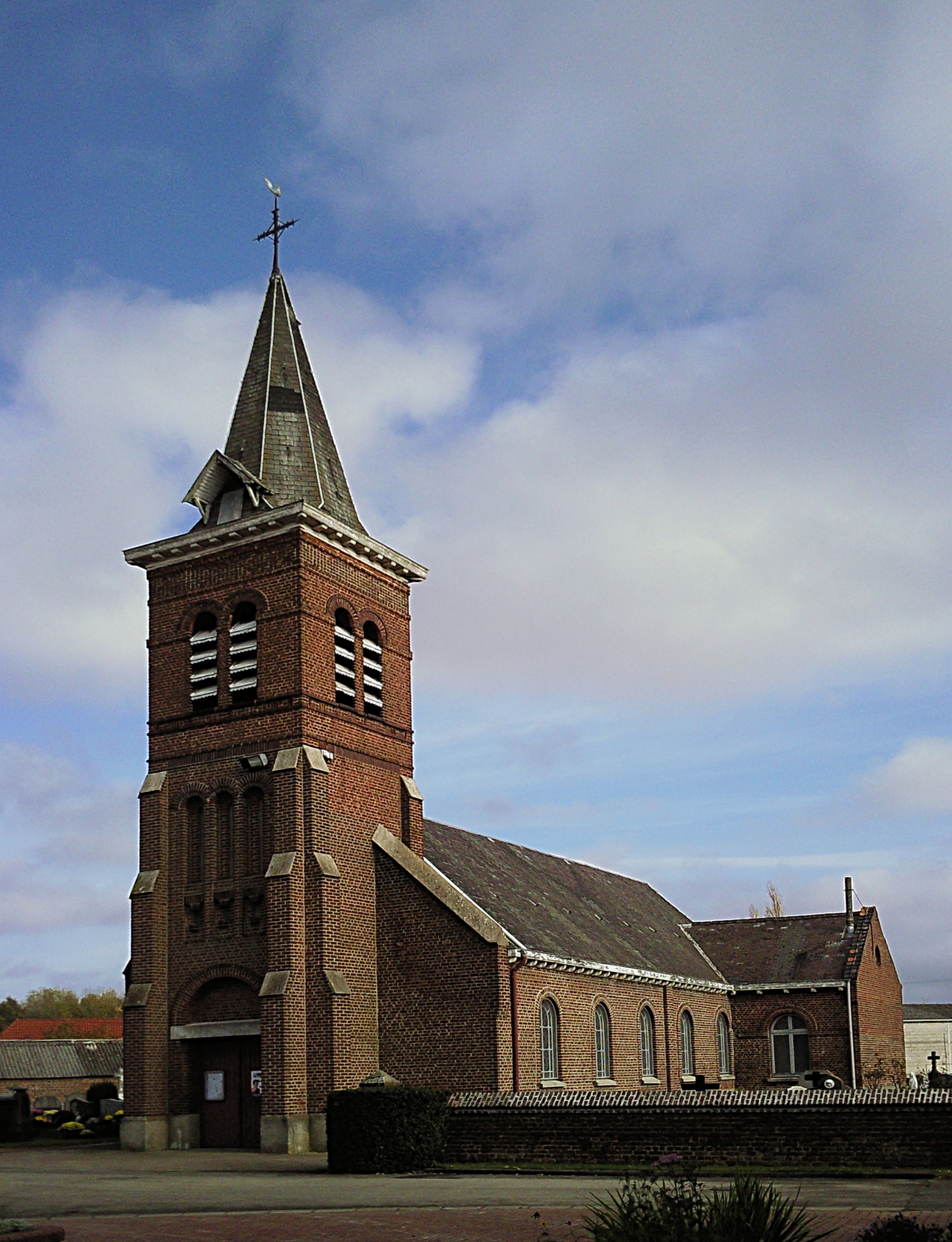
Kirche Saint-Vaast
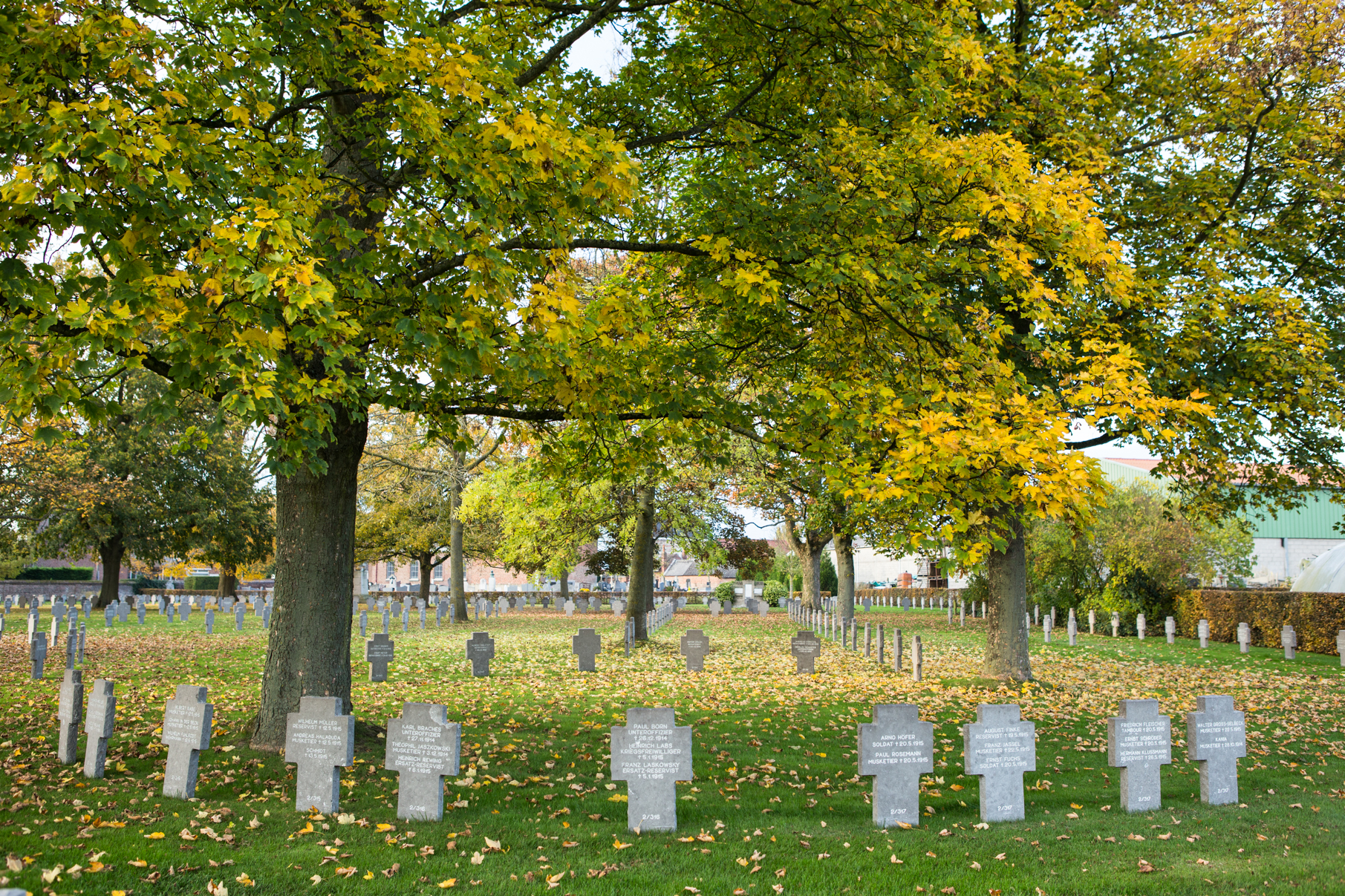
Soldatenfriedhof „Wicres Village“
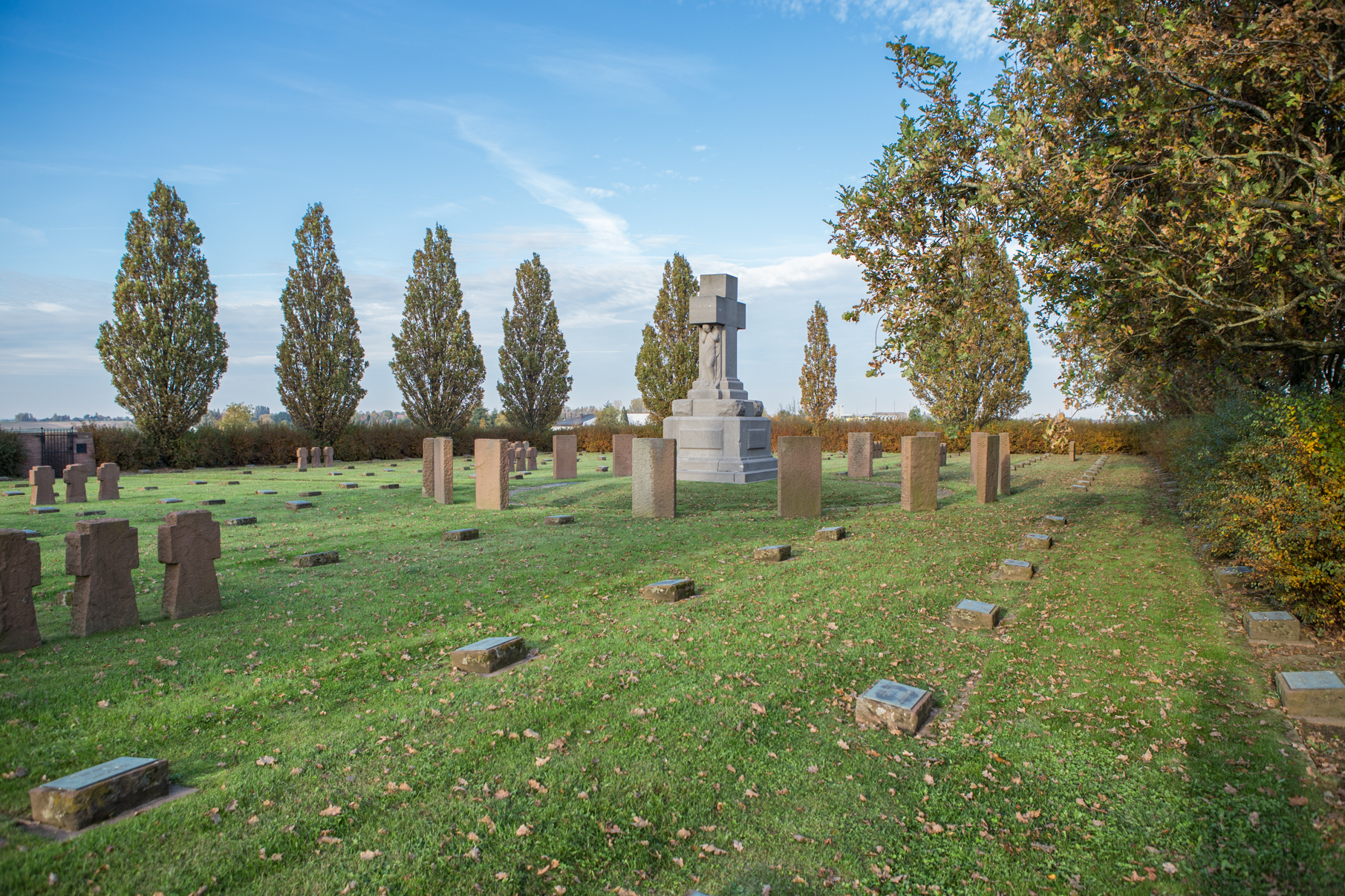
Soldatenfriedhof „Route de la Bassée“